# قرار مجلس الأمن التابع للأمم المتحدة رقم 36
قرار مجلس الأمن التابع للأمم المتحدة رقم 36، المعتمد في 1 نوفمبر 1947، أشار إلى أنه وفقًا لتقرير اللجنة القنصلية، لم يبذل أي من الجانبين (هولندا والجمهوريين الإندونيسيين) أي محاولة في الثورة الوطنية الإندونيسية للامتثال لقرار مجلس الأمن رقم 27. ودعا القرار الأطراف المعنية إلى اتخاذ إجراءات لتطبيق القرار.
تمت الموافقة على القرار بأغلبية سبعة أصوات مقابل صوت معارض واحد (بولندا) وثلاثة امتناع عن التصويت من كولومبيا وسوريا والاتحاد السوفياتي.